# Pedro Canavarro
Pedro Manuel Guedes de Passos de Sousa Canavarro (9 de maio de 1937) é um académico e político português e deputado europeu.

## Biografia
Pedro Canavarro nasceu em Santarém em 9 de Maio de 1937.
Trineto do político e parlamentar Passos Manuel, Pedro Canavarro é licenciado em História pela Faculdade de Letras de Lisboa e diplomado em Museologia e Conservação de Museus no Museu Nacional de Arte Antiga.
A nível académico, na Faculdade de Letras de Lisboa, ensinou História de Arte, Arte Portuguesa e Ultramarina, Civilização Grega, Urbanismo e Cultura Portuguesa. No Japão, foi leitor de Português nas universidades de Tóquio, Keio, Sophia e Línguas Estrangeiras.
Como político, foi deputado no Parlamento Europeu entre 1989 e 1991 pelo Partido Socialista e entre 1991 e 1994 pelo PRD (Partido Renovador Democrático.. Foi ainda candidato independente às Eleições Europeias, em Itália.
Foi membro da Assembleia Municipal e vereador da Câmara Municipal de Santarém, passando por militante e secretário-geral do PRD (Partido Renovador Democrático).
Entre outras actividades foi Comissário-Geral da XVII Exposição de Arte, Ciência e Cultura e é autor de obras nas áreas de História, Arte, Cultura e Política.

## Condecorações
- Grande-Oficial da Ordem do Infante D. Henrique (1983-08-03) [2][3]
- Grande-Cruz Ordem do Infante D. Henrique (2012/06/08) [3]
- Comendador da Ordem do Sol Nascente do Japão (2007-06-22)[2][4]
- Grã Cruz do Mérito do Descobridor do Brasil Pedro Álvares Cabral[2][5]
- Medalha Pró-Mérito do Conselho da Europa[2]